# Memrise
Memrise est un outil d'apprentissage en ligne s'appuyant sur des cours créés par la communauté des internautes. Ces cours sont principalement utilisés pour enseigner les langues, mais ils sont également utilisés pour d'autres matières universitaires et non universitaires. Memrise utilise des moyens mnémotechniques proposés par la communauté afin d'accélérer la vitesse d'apprentissage.

## Historique
Memrise a été fondé par les britanniques Ed Cooke (en), un expert de la mémoire, et Greg Detre, un neuroscientifique de l'université de Princeton spécialisée dans la science de la mémoire et l'oubli.
Memrise a été lancé en version bêta privée, après avoir remporté la compétition TigerLaunch en 2009.
En juillet 2010, Memrise a été nommé parmi les lauréats du concours Londres Mini-Seedcamp. En novembre 2010, Memrise a été nommé comme l'un des finalistes de 2010 à TechCrunch Europas Start-up de l'année. En mars 2011, Memrise a été sélectionné comme l'une des startups TechStars Boston.
En septembre 2012, le classement sur le site a été suspendu en raison de vastes tricheries. Certains utilisateurs ont été pris à utiliser des bots par exemple, ou des parties du cours comme fiches mnémotechniques. Le site a depuis mis en place un nouveau classement.
Le 1er octobre 2012, 100 utilisateurs ont été autorisés à s'inscrire pour tester une version non bêta du site Web appelé Memrise 1.0.
En mai 2013, une application Memrise est disponible en téléchargement à la fois sur l'App Store (iOS) et Google Play.

## Cours communautaires
Les utilisateurs de la plateforme ont la possibilité de créer des "cours" personnalisés, qui consistent en des listes de mots et de phrases soigneusement sélectionnées, pouvant être accompagnées d'audio et d'images. Ces cours peuvent être utilisés à des fins d'apprentissage individuel ou partagés avec la communauté en les rendant publiquement disponibles dans le catalogue de cours. Cette fonctionnalité a conduit à l'accumulation d'une gamme diversifiée de "cours communautaires" au fil du temps, ce qui s'est avéré utile pour l'étude de langues avec des ressources limitées ou celles d'un intérêt de niche, en plus des langues plus populaires.
En 2012, moins de deux ans après son lancement, Memrise avait déjà crowdsourcé des matériaux pour environ 100 langues, "du catalan au créole haïtien." Des cours ont été créés par des passionnés pour enseigner le klingon, le toki pona et l'espéranto, parmi d'autres langues artificielles. Les langues classiques, telles que le latin et le grec ancien, ont également été couvertes.
À Taïwan, le Département de l'Éducation du gouvernement de la ville de Keelung a pris des initiatives pour favoriser l'éducation des langues indigènes et locales en publiant des matériaux d'apprentissage basés sur Memrise pour les langues amis, taroko, hakka taïwanais et hokkien taïwanais. Le journaliste Joshua Foer, dans une tentative de communiquer avec les peuples pygmées du bassin du Congo, a pu apprendre le lingala, une langue avec peu de matériaux d'apprentissage, en utilisant des cours communautaires.
Les communautés linguistiques des langues en danger ont utilisé la plateforme pour aider dans leurs efforts de revitalisation, comme le montre le cas de l'ume sámi, une langue parlée par moins de 50 personnes en Suède. Aux États-Unis, les nations indigènes ont publié des cours sur Memrise pour soutenir les efforts de revitalisation de leurs langues patrimoniales, y compris le cherokee, le Sénèque, le comanche, le potawatomi et le choctaw. Le succès de ce projet a "inspiré le début de projets similaires parmi les locuteurs d'autres langues indigènes," comme l'unangam qilinĝingin pour enseigner la langue aléoute parlée en Alaska. Des cours de nombreuses autres langues en danger peuvent être trouvés, y compris d'autres langues sámi, hawaïen, yiddish, cornique, groenlandais, navajo, irlandais et gallois.
L'Institut de recherche collaborative sur les langues, fondé à l'Université de Californie, a organisé un atelier en 2018 pour enseigner aux participants à utiliser Memrise pour enseigner et apprendre des langues en danger dans le but de revitalisation, considérant que Memrise est "un outil idéal pour la revitalisation linguistique car il est flexible, orienté vers la communauté, facile à utiliser, amusant et gratuit" et "un excellent moyen pour les aînés fluents et les jeunes plus férus de technologie de collaborer sur un projet de revitalisation." Une recherche menée par NEȾOLṈEW̱, un partenariat canadien travaillant sur la revitalisation des langues autochtones, loue l'effet motivant du tableau de classement de Memrise pour les apprenants, mais soulève des préoccupations concernant la question de la souveraineté des données,. En 2023, les succès des projets Memrise pour l'ume sámi et le kristang ont été cités comme des "histoires inspirantes" par la publication de l'UNESCO sur les initiatives numériques pour les langues autochtones.
En plus des ressources pour l'apprentissage des langues, la communauté a produit des cours pour d'autres matières, y compris la géographie, l'histoire, les mathématiques, les sciences naturelles, certains conçus pour des intérêts généraux et d'autres pour la préparation aux tests,.
En juillet 2024, Memrise a annoncé dans un article de blog que les cours communautaires seraient retirés de leur nouvelle expérience d'application, les déplaçant vers une plateforme séparée.

## Presse
En 2011, Memrise a été examiné par le Daily Finance d'AOL, MIT Technology Review, MSNBC et Gizmodo.